# Джалкинская роща сосны обыкновенной
Джалкинская роща сосны обыкновенной — памятник природы, расположенный в Гудермесском районе Чечни в 100 м к северу от села Джалка на территории Джалкинского участкового лесничества. В 1972 году с целью реконструкции лесонасаждений на площади 2,5 га была произведена посадка сосны обыкновенной. Из-за усыхания на настоящего времени сохранилась только половина деревьев. Средняя высота деревьев 10-12 м, диаметр 20-25 см. На территории рощи также произрастают клён и ясень. В 2010 году роща была огорожена и ухожена.
Имеет статус особо охраняемой природной территории регионального (республиканского) значения.